# Кардель, Пепца
Пепца Кардель (словен. Pepca Kardelj), в девичестве Мачек (словен. Pepca Maček; 20 февраля 1914, Задоброва — 15 апреля 1990, Любляна) — югославский словенский политик, участница Народно-освободительной войны Югославии; жена политика Эдварда Карделя.

## Биография
Родилась 20 февраля 1914 года в Задоброве. Сестра Ивана Мачека, югославского словенского политика. До войны работала на заводе «Saturnus». С 1935 года член компартии Словении, с 1937 года член ЦК КПС. Два года пробыла в тюрьме в Бегунях.
На фронте Народно-освободительной войны Югославии с 1941 года, известна среди партизан под псевдонимом «Пепина» (словен. Pepina), трудилась в совете Освободительного фронта Словении. В декабре 1941 года была арестована итальянцами вместе с Антоном Томшичем, Видой Томшичевой и Михой Маринко. Освобождена только в сентябре 1943 года после капитуляции Италии во Второй мировой войне. Подполковник запаса ЮНА.
Вышла замуж за видного функционера Коммунистической партии Югославии Эдварда Карделя. В браке родился сын Борут (1941—1971), поэт. Вместе с братом и мужем Пепца входила в так называемую «словенскую фракцию» Союза коммунистов Югославии, оказывавшую влияние на внутреннюю и внешнюю политику страны.
Награждена орденами «За заслуги перед народом» I степени, Братства и единства I и II степеней, «За храбрость» и медалью Партизанской памяти 1941 года.
Скончалась скоропостижно 15 апреля 1990 года в Любляне от сердечного приступа. Долгое время была распространена версия, что Кардель покончила жизнь самоубийством.